# Tokyo International Marathon
De Tokyo International Marathon (Japans:東京国際マラソン, Tōkyō Kokusai Marason) was een hardloopwedstrijd over 42,195 meter waarbij alleen elite lopers mochten deelnemen van het mannelijk geslacht. Deze wedstrijd gold als een van de prominentste marathons van het jaar.
Eigenlijk bestaat de wedstrijd uit twee verschillende marathons. De Tokyo International Marathon werd op de even jaren gehouden en de Tokyo-New York Friendship International Marathon op de oneven jaren. De eerste editie was in 1981. Hierbij werden beide evenementen gehouden. Omdat het praktisch niet haalbaar bleek twee marathons te ondersteunen in dezelfde maand werd het twee jaarlijkse schema ingevoerd.
Deze wedstrijd is vervangen door de Tokyo Marathon, en wedstrijd die open staat voor gewone lopers van beide seksen. Tussen 1979 en 2008 werd in de maand november ook de Tokyo International Women's Marathon gehouden voor vrouwelijke lopers.

## Winnaars
| Editie | Jaar             | Atleet            | Land        | Tijd    |
| ------ | ---------------- | ----------------- | ----------- | ------- |
| 1      | 8 februari 1981  | Hideki Kita       | Japan       | 2:12.04 |
| 2      | 1 maart 1981     | Rodolfo Gomez     | Mexico      | 2:11.00 |
| 3      | 31 januari 1982  | Vadim Sidorov     | Oekraïne    | 2:10.33 |
| 4      | 13 februari 1983 | Toshihiko Seko    | Japan       | 2:08.38 |
| 5      | 12 februari 1984 | Juma Ikangaa      | Tanzania    | 2:10.49 |
| 6      | 10 februari 1985 | Shigeru So        | Japan       | 2:10.32 |
| 7      | 9 februari 1986  | Juma Ikangaa      | Tanzania    | 2:08.10 |
| 8      | 8 februari 1987  | Hiromi Taniguchi  | Japan       | 2:10.06 |
| 9      | 14 februari 1988 | Abebe Mekonnen    | Ethiopië    | 2:08.33 |
| 10     | 19 maart 1989    | Hiromi Taniguchi  | Japan       | 2:09.34 |
| 11     | 12 februari 1990 | Takeyuki Nakayama | Japan       | 2:10.57 |
| 12     | 10 februari 1991 | Abebe Mekonnen    | Ethiopië    | 2:10.26 |
| 13     | 9 februari 1992  | Koichi Morishita  | Japan       | 2:10.19 |
| 14     | 14 februari 1993 | Abebe Mekonnen    | Ethiopië    | 2:12.00 |
| 15     | 13 februari 1994 | Steve Moneghetti  | Australië   | 2:08.55 |
| 16     | 12 februari 1995 | Erick Wainaina    | Kenia       | 2:10.31 |
| 17     | 12 februari 1996 | Vanderlei de Lima | Brazilië    | 2:08.38 |
| 18     | 9 februari 1997  | Koji Shimizu      | Japan       | 2:10.09 |
| 19     | 8 februari 1998  | Alberto Juzdado   | Spanje      | 2:08.01 |
| 20     | 14 februari 1999 | Gert Thys         | Zuid-Afrika | 2:06.33 |
| 21     | 13 februari 2000 | Japhet Kosgei     | Kenia       | 2:07.15 |
| 22     | 18 februari 2001 | Kenichi Takahashi | Japan       | 2:10.51 |
| 23     | 10 februari 2002 | Erick Wainaina    | Kenia       | 2:08.43 |
| 24     | 9 februari 2003  | Zebedayo Bayo     | Tanzania    | 2:09.07 |
| 25     | 8 februari 2004  | Daniel Njenga     | Kenia       | 2:08.43 |
| 26     | 13 februari 2005 | Toshinari Takaoka | Japan       | 2:07.41 |
| 27     | 12 februari 2006 | Ambesse Tolosa    | Ethiopië    | 2:08.58 |